# Adele DeGarde
Adele DeGarde (3 mai 1899 - 7 janvier 1966) est une actrice américaine, enfant-actrice de l’époque du muet. Recrutée dans l'équipe de D. W. Griffith dès l'âge de 9 ans, elle a joué essentiellement des rôles de petite fille.  Devenue jeune fille, elle a rejoint les studios Vitagraph.

## Filmographie
- 1908: The Christmas Burglars de D. W. Griffith : Margie, la fille de Mme Martin
- 1909: One Touch of Nature de D. W. Griffith
- 1909: La Pièce d'or de D. W. Griffith : l'enfant
- 1909: The Roue's Heart de D. W. Griffith : le modèle du sculpteur
- 1909: The Salvation Army Lass de D. W. Griffith
- 1909: The Lure of the Gown de D. W. Griffith : l'enfant dans la rue
- 1909: L'Âme du violon de D. W. Griffith
- 1909: The Deception de D. W. Griffith
- 1909: And a Little Child Shall Lead Them de D. W. Griffith : la fille
- 1909: A Burglar's Mistake de D. W. Griffith : une des enfants
- 1909: The Medicine Bottle de D. W. Griffith : la fille de Mme Ross
- 1909: Les Remords de l'alcoolique (A Drunkard's Reformation) de D. W. Griffith : la fille des Wharton
- 1909: In Little Italy de D. W. Griffith
- 1911: Teaching Dad to Like Her de D. W. Griffith & Frank Powell
- 1911: The Voice of the Child de D. W. Griffith
- 1916: Tubby Turns the Tables de Larry Semon : la secrétaire
- 1917: The Bottom of the Well de John S. Robertson